# Natri zirconi cyclosilicat
Natri zirconi cyclosilicat (ZS-9), được bán dưới nhãn hiệu Lokelma, là một loại thuốc được sử dụng theo đường uống để điều trị tăng kali máu. Nó tồn tại dưới dạng bột màu trắng không tan trong nước, dễ chảy. Các tác động khởi phát từ 1 đến 6 giờ sau khi dùng.
Các tác dụng phụ bao gồm phù nề và giảm kali máu. Việc sử dụng thuốc có lẽ là an toàn đối với phụ nữ đang mang thai và nuôi con bú. Cơ chế hoạt động của nó là liên kết các ion kali trong đường tiêu hóa để đào thải theo đường phân.
Natri zirconi cyclosilicat đã được phê chuẩn để sử dụng trong y tế tại Liên minh châu Âu và Hoa Kỳ từ năm 2018. Nó được AstraZeneca phát triển. Tại Hoa Kỳ thuốc này có giá trị khoảng 24 USD mỗi liều.

## Nền tảng
Tăng kali máu hiếm gặp ở những người khỏe manh. Ở bệnh nhân nhập viện, tỷ lệ này theo các đánh giá khác nhau là trong khoảng 1–2,5% cho tới 3–10%, nhưng thường nhẹ. Tăng kali máu có thể phát sinh do suy giảm chức năng thận, chứng giảm aldosterone, đái tháo đường hay tiêu cơ vân. Một loạt các loại thuốc cũng có thể gây ra tăng kali máu, như spironolactone, thuốc chống viêm không steroid, thuốc ức chế ACE, thuốc lợi tiểu giữ kali, thuốc ức chế hệ renin-angiotensin (ví dụ, thuốc ức chế men chuyển angiotensin thuốc đối kháng thụ thể angiotensin II).
Không có định nghĩa được chấp nhận phổ biến là mức tăng kali máu như thế nào được coi là nhẹ, trung bình hoặc nặng. Tuy nhiên, nếu tăng kali máu gây ra bất kỳ thay đổi điện tâm đồ nào, nó được coi là cấp cứu y tế, do nguy cơ tử vong vì rối loạn nhịp tim và được điều trị khẩn cấp. Nồng độ kali huyết thanh lớn hơn 6,5–7,0 mmol/L trong trường hợp không thay đổi điện tâm đồ phải được quản lý tích cực. Có một vài cách tiếp cận được sử dụng trong điều trị tăng kali máu. Các loại thuốc điều trị tăng kali máu khác đã được chấp thuận tại Hoa Kỳ là patiromer và natri polystyren sulfonat.
Tăng kali máu, đặc biệt nếu nghiêm trọng, là một dấu hiệu cho thấy tăng nguy cơ tử vong. Tuy nhiên, có sự bất đồng liên quan đến việc liệu nồng độ kali huyết thanh tăng nhẹ có trực tiếp gây ra các vấn đề hay không. Một quan điểm là tăng kali máu nhẹ đến trung bình là một tác dụng thứ cấp biểu thị các vấn đề y tế cơ bản tiềm ẩn. Theo đó, những vấn đề này vừa là nguyên nhân gần vừa là nguyên nhân cuối cùng gây tử vong, và điều chỉnh kali có thể không hữu ích. Ngoài ra, tăng kali máu có thể là một yếu tố nguy cơ độc lập gây tử vong do bệnh tim mạch.
Một số phương pháp được sử dụng trong điều trị tăng kali máu. Vào tháng 10 năm 2015, Cục quản lý Thực phẩm và Dược phẩm Hoa Kỳ (FDA) đã phê duyệt Patiromer hoạt động bằng cách liên kết các ion kali tự do trong đường tiêu hóa và giải phóng các ion calci để trao đổi. Trước đây, sản phẩm duy nhất được phê duyệt là natri polystyren sulfonat (Kayexalate), một loại nhựa trao đổi ion hữu cơ liên kết không đặc hiệu với các cation (ví dụ: calci, kali, magiê) trong đường tiêu hóa. Tuy nhiên, hiệu quả của natri polystyren sunfonat đã bị nghi ngờ: một nghiên cứu trên các đối tượng khỏe mạnh cho thấy rằng thuốc nhuận tràng đơn thuần cũng có hiệu quả trong việc tăng bài tiết kali như thuốc nhuận tràng cộng với Kayexalate. Ngoài ra, sử dụng natri polystyren sulfonat, đặc biệt nếu công thức có hàm lượng sorbitol cao, dù không phổ biến nhưng có liên quan thuyết phục với hoại tử đại tràng.

## Các nghiên cứu lâm sàng
Một thử nghiệm lâm sàng giai đoạn 2 ở 90 bệnh nhân mắc bệnh thận mạn tính và tăng kali máu nhẹ đến trung bình cho thấy giảm kali huyết thanh với ZS-9 nhiều hơn đáng kể so với khi dùng giả dược. ZS-9 được dung nạp tốt, với một tác dụng phụ duy nhất là táo bón nhẹ.
Một thử nghiệm lâm sàng mù đôi, giai đoạn 3 ở 753 bệnh nhân bị tăng kali máu và bệnh thận mạn tính tiềm ẩn, bệnh tiểu đường, suy tim sung huyết và ở những bệnh nhân dùng thuốc ức chế hệ renin-angiotensin so sánh ZS-9 với giả dược. Bệnh nhân được chỉ định ngẫu nhiên để nhận ZS-9 (1,25 g, 2,5 g, 5 g hoặc 10 g) hoặc giả dược 3 lần mỗi ngày trong 48 giờ (giai đoạn cấp tính). Bệnh nhân đạt được kali máu bình thường (kali huyết thanh 3,5–4,9 mmol/L) được chỉ định ngẫu nhiên để nhận ZS-9 hoặc giả dược một lần mỗi ngày trong 12 ngày nữa (giai đoạn bảo trì). Vào cuối giai đoạn cấp tính, kali huyết thanh giảm đáng kể trong các nhóm 2,5 g, 5 g và 10 g ZS-9. Trong giai đoạn duy trì, mỗi ngày 5 g hoặc 10 g ZS-9 duy trì kali huyết thanh ở mức bình thường. Các tác dụng phụ, bao gồm các tác dụng đặc biệt ở đường tiêu hóa, tương tự với ZS-9 hoặc giả dược.
Một thử nghiệm lâm sàng mù đôi, giai đoạn 3 khác ở 258 bệnh nhân bị tăng kali máu và bệnh thận mạn tính tiềm ẩn, bệnh tiểu đường, suy tim sung huyết và ở những bệnh nhân dùng thuốc ức chế hệ renin-angiotensin so với ZS-9 với giả dược. Tất cả bệnh nhân nhận được 10 g ZS-9 ba lần mỗi ngày trong 48 giờ trong giai đoạn công khai nhãn. Bệnh nhân đạt được kali máu bình thường (kali huyết thanh 3,5–5,0 mEq/L) được chỉ định ngẫu nhiên để nhận ZS-9 (5 g, 10 g hoặc 15 g) hoặc giả dược một lần mỗi ngày trong 28 ngày (giai đoạn mù đôi). 98% bệnh nhân (n = 237) đạt được kali máu bình thường trong giai đoạn công khai nhãn. Trong giai đoạn mù đôi, mỗi ngày 5 g, 10 g và 15 g ZS-9 duy trì kali huyết thanh ở mức bình thường với tỷ lệ bệnh nhân cao hơn đáng kể (lần lượt là 80%, 90% và 94%) so với giả dược (46%). Các tác dụng phụ thường tương tự với ZS-9 hoặc giả dược. Hạ kali máu xảy ra ở nhiều bệnh nhân hơn trong nhóm 10 g và 15 g ZS-9 (tương ứng 10% và 11%), so với không có trong nhóm 5 g ZS-9 hoặc giả dược.

## Cơ chế hoạt động

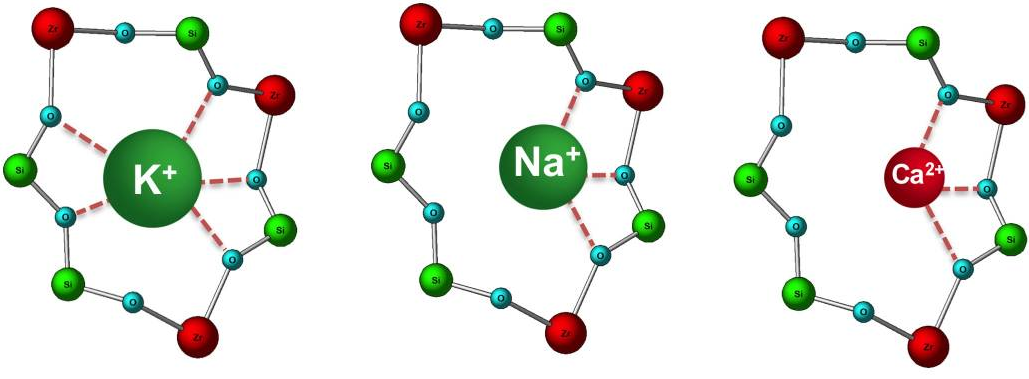
Mặt cắt ngang của các lỗ rỗng ZS-9 với ba ion khác nhau (K⁺ = kali, Na⁺ = natri, Ca²⁺ = calci). Tính đặc hiệu đối với kali được cho là do đường kính và thành phần của các lỗ rỗng, giống với các kênh kali.

ZS-9 là một zirconi(IV) silicat. Zirconi(IV) silicat đã được sử dụng rộng rãi trong các ứng dụng y tế và nha khoa vì tính an toàn đã được chứng minh. 11 zirconi(IV) silicat được sàng lọc bằng một quá trình tối ưu hóa lặp đi lặp lại. ZS-9 bắt giữ có chọn lọc các ion kali, có lẽ bằng cách bắt chước các tác động của các kênh kali sinh lý. ZS-9 là một chất kết tinh trao đổi cation vô cơ với khả năng cao trong việc bẫy các cation hóa trị một, đặc biệt là các ion kali và amoni, trong đường tiêu hóa. ZS-9 không được hấp thụ vào cơ thể nói chung; do đó nguy cơ độc tính toàn thân có thể được giảm thiểu.

## Quy định
Tại Hoa Kỳ, phê chuẩn theo luật định cho ZS-9 đã bị Cục quản lý Thực phẩm và Dược phẩm Hoa Kỳ từ chối vào tháng 5 năm 2016 do các vấn đề liên quan đến sản xuất. Vào ngày 18 tháng 5 năm 2018, FDA đã phê duyệt ZS-9 (hiện được gọi là Lokelma®) để điều trị cho người lớn bị tăng kali máu.
Nó được UOP LLC (nay là Honeywell UOP) ở Des Plaines, Illinois tổng hợp thực tế lần đầu tiên vào cuối thập niên 1990. Sự công nhận các đặc tính trao đổi ion độc nhất và tiềm năng sử dụng để loại bỏ các chất độc ra khỏi cơ thể đã được xác định sau đó.

## Sử dụng y tế
Một bài báo thẩm tra phát hiện thấy sự giảm kali là 0,17 mEq/L sau một giờ và 0,67 mEq/L sau 48 giờ.
Nó dường như có hiệu lực với những người mắc bệnh thận mạn tính, tiểu đường và suy tim. Việc sử dụng đã được nghiên cứu tới 1 năm.